# Todd Hays
Todd Hays, född den 21 maj 1969 i Del Rio, Texas, är en amerikansk bobåkare.
Han tog OS-silver i herrarnas fyrmanna i samband med de olympiska bobtävlingarna 2002 i Salt Lake City.